# Червеният кръг
„Червеният кръг“ (на френски: Le Cercle rouge) е френска криминална филмова драма, излязла по екраните през 1970 година. Филмът е режисиран от Жан-Пиер Мелвил, който е автор и на сценария. Главните роли се изпълняват от Ален Делон, Бурвил, Ив Монтан и Джан Мария Волонте. „Червеният кръг“ е сред най-популярните творби на именития френски режисьор, събрал в произведението си звезден актьорски състав. При излизането си, филмът жъне огромен успех и в боксофис класациите. Уви, това е последния филм с големия изпълнител Бурвил, който умира през същата година.

## Сюжет
Произведението разказва историята за току-що излезлия от затвора аристократичен извършител на обири Кори (Ален Делон), който се натъква на Вогел, бандит измъкнал се от ръцете на търпеливия инспектор Матей (Бурвил). Двамата, с помощта на бившия полицейски експерт по стрелба Янсен (Монтан), се заемат с обир на бижута на висока стойност докато инспектор Матей ги следва по петите.

## В ролите
| Актьор             | Роля                        |
| ------------------ | --------------------------- |
| Ален Делон         | Кори                        |
| Бурвил             | полицейски инспектор Матей  |
| Ив Монтан          | Янсен                       |
| Джан Мария Волонте | Вогел                       |
| Пол Кроше          | приемникът                  |
| Пол Амио           | началникът на полицията     |
| Пиер Колет         | пазач в затвора             |
| Андре Екиян        | Рико                        |
| Жан Пиер Посие     | асистент на инспектор Матей |
| Франсоа Перие      | Санти                       |